# 우주 태양광 발전
우주 태양광 발전(Space-based solar power, SBSP)이란 우주 공간에서 태양광 발전을 축척 후 그 전력을 지상에 보내는 발전 방법이다. 일반적으로 알려진 "마이크로파 발전"의 일종이며, 전송 수단으로 마이크로파를 응용한 것의 총칭이다.

## 개요
태양광 발전은 태양광이 지표면에 닿기까지 대기의 흡수 등에 의해 감쇠되고, 날씨에 따라 발전량이 일정하지 않기 때문에, 태양광을 대기권 밖에서 대기 투과율이 높은 파장의 전자기파로 변환한 후, 지상으로 전달하는 것이 손실이 적고 효율이 좋으며, 발전량 또한 안정적이다. 우주 태양광 발전은 우주 공간에서 발전 위성과 지상 수신국에 의해 실행한다.

## 나라별 현황

### 일본
일본 우주항공연구개발기구(JAXA)는 2020년까지 10~100㎿급, 2030년까지 1GW(1GW=1000㎿)급 태양광발전위성을 우주에 올리겠다고 밝혔다. 태양광 1GW는 원자력발전소 1기(100만㎾)와 맞먹는 발전용량이다.

## 디자인
우주 태양열 발전은 기본적으로 3가지 요소로 구성되어있다.
- 우주의 태양열을 모으는 수단 예를 들어 태양열 집광장치, 태양광 전지나 열기관을 통해
- 전력을 지구로 전달하는 수단 예를 들어 마이크로파나 레이저를 통해
- 지구에서 전력을 받는 수단 예를 들어 마이크로파 안테나(정류 안테나)를 통해
우주에 기반을 둔 부분은 중력으로부터 자기 자신을 지탱하지 않아도 된다. (그 외에 상대적으로 약한 주기적으로 변동하는 기조력을 버텨야한다.) 이 부분은 지구의 바람이나 날씨로부터 보호받지 않아도 되지만 유성진이나 플레어 같은 우주의 위험요소에 대처해야 한다.
두 가지 기본적인 전환 방법으로 광발전과 태양열발전이 연구되고 있다. 광발전은 반도체 셀을 이용하여 직접 광자를 전력으로 전환시킨다. 태양열 발전은 빛을 온수탱크에 모으기 위해 거울을 사용한다. 태양열발전을 사용하면 와트 당 질량을 줄일 수 있다. 거의 대부분의 분석은 흔히 태양광전지로 알려진 광발전에 집중한다.
무선 전력 전송은 일찍이 마이크로파나 다양한 주파수의 레이저를 사용하여 지구표면으로부터 에너지를 전송하는 수단으로 제안되었다.

## 마이크로파 전력 전송
William c. Brown은 1964년에 Walter Cronkite's CBS 뉴스 프로그램에서 마이크로파 전원 헬리콥터(비행에 필요한 모든 전력을 마이크로파 빔으로부터 받는다.)를 보여줬다. 1969년과 1975년 사이에, Bill Brown이 기술 감독으로 있던 JPL Raytheon 프로그램은 1마일 떨어진 거리에서 84%의 효율로 30kw의 전력을 쏘았다.
수십 킬로와트의 마이크로파 전력 전송은 1975년 캘리포니아의 Goldstone 시험과 1997년 Reunion Island의 Grand Bassin에서 아주 잘 입증 되었다.
좀 더 최근에, 마이크로파 전력 전송은 John C. Mankins 팀에 의해 Maui 의 산 정상과 Hawai 섬 사이에서 태양에너지 집열과 결합하여 보여졌다. 2010년에 열린 IEEE 안테나와 전파(전달)에 관한 학술 토론회의 특별 기간의 태양에너지 전송을 위한 전자기적 무선 시스템에 관한 분석에서 말했듯이 관련된 이론적 한계뿐만 아니라 어레이 배치, 단일 복사 요소 설계, 전반적 효율성에 관한 기술적 문제들은 현재 연구 대상이다.
2013년에 우주에서 지구로의 마이크로파 전력 전송과 관련된 기술과 이슈를 다루는 쓸만한 개관이 공개되었다. 이것은 SPS의 서문(현재의 연구과 미래 전망)을 담고 있다. 더욱이, 마이크로파 전원 전송을 위한 안테나 어레이 디자인의 현재 방법론들과 기술들에 관한 검토가 IEEE의 회의록에서 나타났다.

## 레이저 전력 전송
레이저 전력 전송은 추후 우주 산업화의 초석으로서 NASA 사람들에 의해 고안되었다. 1980년대에 NASA 의 연구원들은 우선적으로 태양전원 레이저의 개발에 집중하여 레이저의 우주 간 전력전송으로서의 잠재적인 용도를 연구했다. 1989년에 전력이 지구에서 우주까지 레이저를 이용하여 유용하게 쏘아질수 있다는 주장이 제기되었다. 1991년에, 달 기지로 전력을 공급하기 위한 레이저 전력전송 에 관한 연구를 포함한 SELENE 프로젝트(SpacE Laser Energy)가 시작되었다. SELENE 프로젝트는 2년간의 연구 노력이었지만 개념을 운용단계까지 끌어올리는데에 비용이 너무 많이 들었고, 우주 기반 예시에 도달하기 전에 공식 프로젝트가 1993년에 종료되었다.
1998년에 Grant Lorgan 이 1989년에 연구된 기술적 세부사항과 함께 우주로 전기 로켓 엔진을 추진시키기 위한 지구기반 레이저의 사용을 제안했다. 그는 600도에서 자외선을 전환시키는 다이아몬드 태양 셀의 사용을 제안했다.

## 궤도위치
우주 발전소를 정지궤도에 놓는 주요 이점은 안테나의 구조가 기하학적으로 변화가 없기 때문에 정렬시키기 더 간단하다는 것이다. 다른 이점은 첫번째 우주 발전소가 정지궤도에 안착한 이후에는 거의 지속적으로 에너지의 전송이 가능하다는 것이다. 다른 궤도의 우주 발전소들은 지속적인 에너지를 생산하기 위해 더욱 긴 시간이 소요된다. 저지구 궤도에 위치한 한 무리의 우주 발전소들은 정지 궤도 우주 발전소의 견본 모델로 소개되었다.

## 지구기반 수신기
지구기반 정류안테나는 다이오드로 연결된 여러 개의 짧은 쌍극 안테나로 구성되어 있을 것이다. 인공위성으로부터 오는 마이크로파 통신은 약85%의 효율로 쌍극 안테나에 수신될 것이다. 기존의 마이크로파 안테나가 수신 효율이 더 좋지만 비용과 복잡성 또한 상당히 더 크다. 정류 안테나는 수 킬로미터를 가로질러 있을 것이다.

## 우주에 적용
레이저 우주 태양열 발전은 달이나 화성 표면에 있는 기지나 운송수단에 전력을 공급할 수 있고 전력원을 착륙시키는 비용을 절감할 수 있다. 우주선이나 다른 인공위성도 같은 방법으로 전력을 공급할 수 있다. 2012년 NASA 에 제공된 보고서에서 저자는 인간의 행성 간 탐사에 이용될 수 있는 태양 전기 추진 시스템을 위한 숨은 기술(태양열 발전이 될 수 있는)의 잠재적 용도를 언급했다.

## 장점
SBSP는 태양에너지를 모으는 일에 있어서, 지구에서 모으는 것보다 더 많은 이점을 주어 흥미를 끌고 있다.
- 이 인공위성은 대기가스, 구름, 먼지, 기상현상 같은 햇빛을 차단하는 장애물이 없기 때문에 더 많은 강열한 태양빛을 받을 수 있다. 결과적으로, 궤도에서의 태양빛의 강도는 지구표면에서 얻을 수 있는 최대 강도의 144%이다.
- 이 인공위성은 궤도를 도는 시간의 99%이상 동안 빛을 쬘 수 있고, 오직 춘분과 추분날의 매일 밤 72분동안만 지구 그림자에 가려진다. 궤도 위에 있는 인공위성은 계속해서 높은 정도의 태양방사선에 거의 24시간 내도록 노출될 수 있다. 반면에 지구표면에서는 하루의 평균 29%의 태양에너지밖에 모으지 못한다.
- 모여진 에너지는 그 에너지를 가장 필요로 하는 지역으로 비교적 빠르게 전송 될 수 있다. 이 인공위성은 지리적인 기초량과 최대 전송량을 기초로 하여 각 지역의 요구에 맞는 에너지를 전송시킨다.

## 단점
SBSP는 또한 많은 문제점도 가지고 있다.
- 인공위성을 우주로 발사하는데 많은 비용이 든다.
- 우주환경에 적대적이다.
- 우주쓰레기는 우주를 돌아다니는 거대한 물체에게 핵심적인 위험요소이다. 그리고 SBSP 시스템 같은 큰 구조물은 궤도를 도는 쓰레기가 될 가능성이 있는 재료로서 언급되어 왔다.
- 인공위성의 거대한 크기는 정거장을 만들 때 드는 비용과 비례한다.

## 안전성
우주 발전 시스템에서 극초단파를 활용한 에너지 전송은 가장 논란이 되는 부분이다. 전송된 극초단파의 최대 세기는, 정류안테나의 중심에서 23 mW/cm2 (일사량의 약 1/4), 정류안테나의 외곽에서 1 mW/cm2이다. 미국 직업안전보건법에 따르면, 극초단파의 임의적인 노출 허용치는 10 mW/cm2이다. 정류안테나 중심부에서 극초단파의 세기는 안전수준의 범주에 들어가 있으며, 장시간 노출에도 문제가 없는 수치이다. 정류안테나의 외곽에서의 극초단파의 세기는 노출 허용치에 비교하여 무시할 수 있는 수준이다. 우주 발전소에서 전송된 에너지의 95% 이상이 정류안테나로 전송이 되고, 5% 미만의 극초단파 에너지는 대기 중으로 흩어진다. 따라서, 도시 주변이나 인간의 활동에 전혀 영향을 미치지 않는다. 추가적으로, 전송되는 극초단파의 세기는 야생동물이나 조류에 부상을 입히지 않을 정도로 일부 제한되어 있다. 또한, 적절한 세기의 극초단파 조사 (irradiation) 실험에서 어떠한 부정적인 결과도 나타나지 않았다. 정류안테나를 연안에 설치하는 제안이 있어왔지만, 부식, 기계적 응력, 그리고 생태계 오염의 문제들 역시 제기 되었다.

## 같이 보기
- 기후 공학